# فرانك غيليسبي
فرانك غيليسبي (بالإنجليزية: Frank Gillespie)‏ هو محامي وسياسي أمريكي، ولد في 18 أبريل 1869 في وايت سولفور سبرينغز في الولايات المتحدة، وتوفي في 26 نوفمبر 1954 في بلومنجتون في الولايات المتحدة. حزبياً، نشط في الحزب الديمقراطي. وقد انتخب عضو مجلس نواب إلينوي وانتخب عضو مجلس النواب الأمريكي.